# Hasselbach (Weilburg)
Hasselbach ist ein Stadtteil von Weilburg an der Lahn im mittelhessischen Landkreis Limburg-Weilburg. Mit unter 400 Einwohnern ist Hasselbach der zweitkleinste Stadtteil Weilburgs.

## Geographie
Hasselbach liegt im Westerwald etwa sechs Kilometer von der Weilburger Innenstadt entfernt. Die höchste Erhebung des Weilburger Stadtgebiets befindet sich in der Hasselbacher Gemarkung: der Hohenstein (370,1 m ü. M.).

## Geschichte

### Ortsgeschichte
Die älteste bekannte schriftliche Erwähnung von Gaudernbach erfolgte im Jahr 1325. Als sie Gräfin Lukardis von Wied-Runkel der Abtei Rommersdorf eine Rente von ihren Gütern zu Hasilbach vermachte. Ursprünglich gehörte der Ort zum Amt Merenberg und der nassauischen Grafschaft Weilburg.
Im Jahr 1844 umfasste der Ort 59 Häuser.
Der Ort gehörte zum Kirchspiel Allendorf. Ein eigener Friedhof wurde im Jahr 1829 angelegt, bis dahin wurde auf dem Friedhof in Allendorf beerdigt. Der Ort verfügt über keinen eigenständigen Kirchenbau.
Hessische Gebietsreform (1970–1977)
Zum 31. Dezember 1970 fusionierten im Zuge der Gebietsreform in Hessen die bis dahin selbstständigen Gemeinden Ahausen, Bermbach, Drommershausen, Gaudernbach, Hasselbach, Hirschhausen, Kirschhofen, Odersbach und Waldhausen und die Stadt Weilburg auf freiwilliger Basis zur erweiterten Stadt Weilburg. Dadurch wurde Hasselbach ein Stadtteil von Weilburg.
Für die ehemals eigenständigen Gemeinden sowie für die Kernstadt wurde je ein Ortsbezirk mit Ortsbeirat und Ortsvorsteher nach der Hessischen Gemeindeordnung gebildet.

### Verwaltungsgeschichte im Überblick
Die folgende Liste zeigt die Staaten bzw. Herrschaftsgebiete und deren untergeordnete Verwaltungseinheiten, in denen Hasselbach lag:
- bis 1806: Heiliges Römisches Reich, Fürstentum Nassau-Weilburg, Amt Merenberg
- ab 1806: Herzogtum Nassau, Amt Merenberg
- ab 1815: Herzogtum Nassau, Amt Weilburg
- ab 1849: Herzogtum Nassau, Kreisamt Hadamar
- ab 1854: Herzogtum Nassau, Amt Weilburg
- ab 1867: Norddeutscher BundNorddeutscher Bund[Anm. 1], Königreich Preußen, Provinz Hessen-Nassau, Regierungsbezirk Wiesbaden, Oberlahnkreis
- ab 1871: Deutsches Reich, Königreich Preußen, Provinz Hessen-Nassau, Regierungsbezirk Wiesbaden, Oberlahnkreis
- ab 1918: Deutsches Reich, Freistaat Preußen, Provinz Hessen-Nassau, Regierungsbezirk Wiesbaden, Oberlahnkreis
- ab 1944: Deutsches Reich, Freistaat Preußen, Provinz Nassau, Oberlahnkreis
- ab 1945: Amerikanische Besatzungszone, Groß-Hessen, Regierungsbezirk Wiesbaden, Oberlahnkreis
- ab 1946: Amerikanische Besatzungszone, Land Hessen, Regierungsbezirk Wiesbaden, Oberlahnkreis
- ab 1949: Bundesrepublik Deutschland, Land Hessen, Regierungsbezirk Wiesbaden, Oberlahnkreis
- ab 1968: Bundesrepublik Deutschland, Land Hessen, Regierungsbezirk Darmstadt, Oberlahnkreis
- ab 1971: Bundesrepublik Deutschland, Land Hessen, Regierungsbezirk Darmstadt, Oberlahnkreis, Stadt Weilburg[Anm. 2]
- ab 1974: Bundesrepublik Deutschland, Land Hessen, Regierungsbezirk Darmstadt, Landkreis Limburg-Weilburg, Stadt Weilburg
- ab 1981: Bundesrepublik Deutschland, Land Hessen, Regierungsbezirk Gießen, Landkreis Limburg-Weilburg, Stadt Weilburg

### Bevölkerung
Einwohnerentwicklung
- Im Jahr 1844 umfasste der Ort 59 Häuser.

| Hasselbach: Einwohnerzahlen von 1834 bis 2020 | Hasselbach: Einwohnerzahlen von 1834 bis 2020 | Hasselbach: Einwohnerzahlen von 1834 bis 2020 | Hasselbach: Einwohnerzahlen von 1834 bis 2020 | Hasselbach: Einwohnerzahlen von 1834 bis 2020 |
| --- | --------------------------------------------- | --------------------------------------------- | --------------------------------------------- | --------------------------------------------- |
| Jahr |                                               |                                               |                                               | Einwohner                                     |
| 1834 | 1834                                          |                                               | 328                                           | 328                                           |
| 1840 | 1840                                          |                                               | 360                                           | 360                                           |
| 1846 | 1846                                          |                                               | 355                                           | 355                                           |
| 1852 | 1852                                          |                                               | 318                                           | 318                                           |
| 1858 | 1858                                          |                                               | 301                                           | 301                                           |
| 1864 | 1864                                          |                                               | 321                                           | 321                                           |
| 1871 | 1871                                          |                                               | 331                                           | 331                                           |
| 1875 | 1875                                          |                                               | 323                                           | 323                                           |
| 1885 | 1885                                          |                                               | 309                                           | 309                                           |
| 1895 | 1895                                          |                                               | 308                                           | 308                                           |
| 1905 | 1905                                          |                                               | 307                                           | 307                                           |
| 1910 | 1910                                          |                                               | 308                                           | 308                                           |
| 1925 | 1925                                          |                                               | 303                                           | 303                                           |
| 1939 | 1939                                          |                                               | 303                                           | 303                                           |
| 1946 | 1946                                          |                                               | 418                                           | 418                                           |
| 1950 | 1950                                          |                                               | 417                                           | 417                                           |
| 1956 | 1956                                          |                                               | 347                                           | 347                                           |
| 1961 | 1961                                          |                                               | 345                                           | 345                                           |
| 1967 | 1967                                          |                                               | 344                                           | 344                                           |
| 1970 | 1970                                          |                                               | 347                                           | 347                                           |
| 1980 | 1980                                          |                                               | ?                                             | ?                                             |
| 1990 | 1990                                          |                                               | ?                                             | ?                                             |
| 2000 | 2000                                          |                                               | ?                                             | ?                                             |
| 2011 | 2011                                          |                                               | 399                                           | 399                                           |
| 2016 | 2016                                          |                                               | 406                                           | 406                                           |
| 2020 | 2020                                          |                                               | 374                                           | 374                                           |
| Datenquelle: Historisches Gemeindeverzeichnis für Hessen: Die Bevölkerung der Gemeinden 1834 bis 1967. Wiesbaden: Hessisches Statistisches Landesamt, 1968. Weitere Quellen: LAGIS; Stadt Weilburg; Zensus 2011 |                                               |                                               |                                               |                                               |

Einwohnerstruktur 2011
Nach den Erhebungen des Zensus 2011 lebten am Stichtag dem 9. Mai 2011 in Hasselbach 399 Einwohner. Darunter waren 33 (8,3 %) Ausländer.
Nach dem Lebensalter waren 66 Einwohner unter 18 Jahren, 162 zwischen 18 und 49, 81 zwischen 50 und 64 und 87 Einwohner waren älter.
Die Einwohner lebten in 165 Haushalten. Davon waren 45 Singlehaushalte, 54 Paare ohne Kinder und 57 Paare mit Kindern, sowie 6 Alleinerziehende und 3 Wohngemeinschaften. In 45 Haushalten lebten ausschließlich Senioren und in 108 Haushaltungen lebten keine Senioren.
Religionszugehörigkeit
| • 1885: | 303 evangelische (= 98,06 %), 6 katholische (= 1,94 %) Einwohner   |
| • 1961: | 266 evangelische (= 77,10 %), 78 katholische (= 22,61 %) Einwohner |

## Politik
Ortsvorsteherin ist nach der Kommunalwahl in Hessen 2021 Lothar Hölzgen (SPD).

## Vereine
Auf Ortsebene bestehen die Vereine Freiwillige Feuerwehr Hasselbach e. V., gegründet 1932 (einschl. Jugendfeuerwehr seit 27. März 1997 und Kinderfeuerwehr seit 30. April 2011), Frauenchor Hasselbach, Gefriergemeinschaft Hasselbach, Gemischter Chor „Germania“ Hasselbach, Kyffhäuser Kameradschaft Hasselbach, Landfrauenverein Hasselbach, Reichsbund der Kriegsopfer Hasselbach-Gaudernbach und TuS Hasselbach 1911, der im Fußballbereich in der Spielgemeinschaft Gaudernbach/Hasselbach auftritt.

## Infrastruktur
Seit dem Jahr 1932 sorgt die Freiwillige Feuerwehr Hasselbach für den abwehrenden Brandschutz und die allgemeine Hilfe in diesem Ort.
Es bestehen das Bürgerhaus, ein Sportplatz, eine Grillhütte, ein Kinderspielplatz und Wanderwege.
Siehe auch die Liste der Kulturdenkmäler in Hasselbach.